# Wing (cantante)
Wing Han Tsang  (曾詠韓?, Wing Han Tsang), nota come Wing (Hong Kong, 1960) è una cantante cinese naturalizzata neozelandese.

## Biografia
Wing è una cantante di origine cinese (Hong Kong), in seguito al suo trasferimento in Nuova Zelanda nel 1994 intraprese gli studi di canto, dal 2004 è diventata un mito mediale a livello internazionale. Il suo inedito stile altamente amatoriale e con finalità autoironica le ha consentito di cantare al di fuori dei parametri convenzionali. Le sue simpatiche esibizioni, spesso ostentatamente prive di professionalità, sono oggetto di burla. Nel 2005 la serie di cartoni South Park le ha dedicato la puntata 09x03, Wing.

## Discografia
- Phantom of the Opera
- I Could Have Danced All Night
- The Sound of Music and the Prayer
- Wing Sings All Your Favorites
- Everyone Sings Christmas Carols with Wing
- Wing Sings the Songs You Love
- Beatles Classics by Wing
- Dancing Queen by Wing
- Wing One Voice
- Breathe
- Too Much Heaven
- Wing Sings AC/DC
- Wing Sings The Carpenters
- Beat It